# Liolaemus reichei
Liolaemus reichei är en ödleart som beskrevs av  Werner 1907. Liolaemus reichei ingår i släktet Liolaemus och familjen Tropiduridae. IUCN kategoriserar arten globalt som livskraftig. Inga underarter finns listade i Catalogue of Life.